# Giraumont (Oise)
Giraumont is een gemeente in het Franse departement Oise (regio Hauts-de-France) en telt 585 inwoners (1999). De plaats maakt deel uit van het arrondissement Compiègne.

## Geografie
De oppervlakte van Giraumont bedraagt 3,5 km², de bevolkingsdichtheid is 167,1 inwoners per km².
De onderstaande kaart toont de ligging van Giraumont (Oise) met de belangrijkste infrastructuur en aangrenzende gemeenten.

## Demografie
Onderstaande figuur toont het verloop van het inwonertal (bron: INSEE-tellingen).